# Telostylus remipes
Telostylus remipes är en tvåvingeart som först beskrevs av Walker 1860.  Telostylus remipes ingår i släktet Telostylus och familjen Neriidae.
Artens utbredningsområde är Sulawesi. Inga underarter finns listade i Catalogue of Life.